# José Gálvez Ginachero
José Gálvez Ginachero (Málaga, 29 de septiembre de 1866-Málaga, 29 de abril de 1952) fue un ginecólogo, presidente del Colegio de Médicos de Málaga, alcalde de Málaga, actualmente en proceso de beatificación.

## Biografía
Aunque siendo muy niño le nace la vocación al sacerdocio, su madre le convence para que estudie medicina. Cursando brillantemente sus estudios obtuvo la licenciatura de Medicina en Granada y el doctorado “cum laude” por la Universidad Complutense de Madrid. Amplió sus estudios en París siendo discípulo de doctores de gran renombre como Pinard, de Varnier y Farabeuf. En 1893 ingresó por oposiciones en el cuerpo facultativo del Hospital Civil de Málaga.

## Gálvez durante la Guerra Civil
Gálvez Ginachero no hizo distinciones ideológicas ni económicas a la hora de atender a sus pacientes, se dedicó exclusivamente a ejercer lo mejor posible su profesión sin importarle el bando al que perteneciera cada herido o cada enfermo.
Durante la Guerra Civil, Gálvez vivió unos momentos muy difíciles, antes de comenzar la guerra, en 1934, falleció su esposa que había sido su principal apoyo en toda su obra. En los años siguientes fue encarcelado en dos ocasiones por estar relacionado con la Adoración Nocturna y por la falsa acusación de colaborar con el golpe de Estado. En una de ellas intervinieron dos leprosos, a los que llamaban ``el Niño´´ y ``el Negro´´, que se presentaron ante el gobernador civil para presionarlo amenazando con provocar una salida masiva de los leprosos que haría cundir el pánico entre los ciudadanos. La actitud de estos leprosos es comprensible, ya que el doctor Gálvez los visitaba a menudo, les hablaba y hasta les hacía regalos. En la segunda detención respondió a los guardias de la FAI recriminándoles el hecho casi seguro de haber nacido en sus brazos a altas horas de la madrugada, asombrado porque se atreviesen a poner en entredicho su constante entrega. Tras las encarcelaciones y después de haber sufrido la muerte de uno de sus yernos y el secuestro de una de sus hijas durante la guerra, lo único que dejó escrito en su cuaderno de notas fue: 

Acostúmbrate a llevar con buen ánimo las pequeñas mortificaciones que te da la vida.

Una cita que nos enseña mucho de su carácter optimista, de su templanza y de su convicción cristiana.
En  su vida espiritual fue un hombre convencido totalmente de su fe, para él la vida era el modo de conseguir un lugar en el cielo, veía en los enfermos y en los pobres al propio Cristo y así los trataba, con toda su dedicación y su atención, intentando siempre hacerles la vida más llevadera. Perteneció a Las Conferencias de San Vicente de Paúl en su ciudad natal. 
Murió el 29 de abril de 1952 a los 86 años de edad, se instaló la capilla ardiente en el Hospital Civil, un día gris de lluvia constante en el que Málaga entera lloró a su Médico. Inicialmente sus restos mortales reposaron en el Cementerio de San Miguel de Málaga. En 1993, se trasladaron sus restos desde el cementerio de San Miguel a una cripta del Santuario de la Victoria (Málaga), donde reposan junto a los de su esposa María Moll Sampelayo.

## Sindicatos agrícolas
Félix Corrales Aparicio y José Gálvez Ginachero fueron artífices de la expansión del catolicismo obrero en los pueblos del valle del Guadalhorce y de la Costa del Sol Occidental, donde predominaban las pequeñas y medianas propiedades y tuteladas por la jerarquía eclesiástica. A principios de 1919, en la Iglesia Parroquial, se formalizó el Sindicato Agrícola Católico de Campanillas, presidido por Félix Corrales Aparicio, administrador del Cortijo Quintana, propiedad de José Gálvez Ginachero, que fue alcalde de Málaga entre 1923 y 1926 durante la Dictadura de Primo de Rivera y uno de los cinco hombres más ricos de Málaga.  Así Campanillas fue uno de los primeros lugares donde se constituyó un Sindicato Agrícola Católico en la provincia de Málaga.

## Proyectos en salud
Cofundador con la Reina Madre María Cristina del Hospital Santa Cristina o conocido en aquellos primeros momentos como Casa de Salud de Santa Cristina de Madrid, institución modelo en su tiempo y que arrastra su fama hasta nuestros días, que fue inaugurada por Alfonso XIII y de la que fue director.
Creador de la Maternidad provincial de Málaga, consiguió después de muchos esfuerzos la apertura de la Escuela de Matronas. Un dato curioso es que nada más en el Hospital Civil tuvieron unas ciento cincuenta mil visitas registradas de mujeres, sólo en dicho centro, debido a la presencia de este célebre doctor.

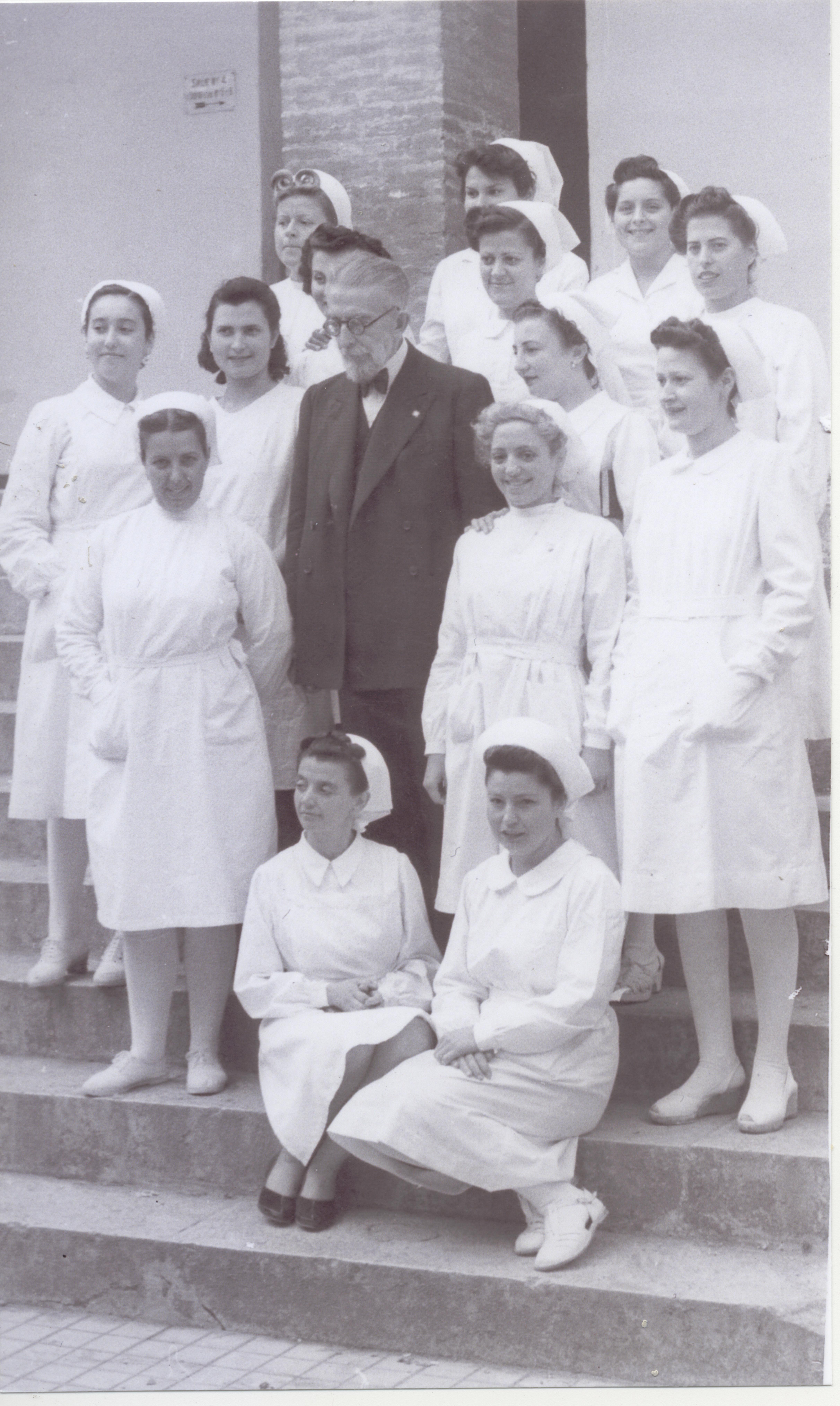
El doctor Gálvez con las integrantes de la escuela de matronas del Hospital Civil de Málaga.

Fue elegido por votación, el 15 de junio de 1921, Presidente del Colegio de Médicos por su importancia en el campo de la medicina y por sus dotes como personaje de la vida pública. Regentó la alcaldía de Málaga durante unos tres años, en los cuales se consagró al servicio de la ciudad. Su mayor tesoro era, según él, su ciudad natal: Málaga. En 2015 se realizó una exposición sobre la vida y obra de D. José Gálvez, con D. José María de las Peñas Alabarce como Comisario. 
El doctor Gálvez, debido a su conciencia de la importancia que tenía la enseñanza para el desarrollo de la ciudad, fundó las Escuelas del Ave María. Donó unos terrenos de su propiedad para la ubicación del primer colegio que lleva dicho nombre.
Persona de profunda religiosidad, de él se decía que “Era un hombre de visita diaria a la Virgen de los Salesianos, María Auxiliadora, y de visita al Santísimo, todas las tardes se podría afirmar que tuvo una vida dedicada a la oración". No fue a vivir de su profesión sino a formarse para servir mejor, creando por ejemplo la Escuela Nacional de Enfermería en Madrid y la de Enfermería y Matronas en Málaga"."Buscaba tiempo para visitar a las monjas de clausura y atenderlas. Se cuenta que con la herencia de su mujer construyó las escuelas del Ave María y hay ejemplos de enfermos que no podían ser atendidos en el hospital Civil y que se los llevaba a la clínica Gálvez sin cobrarles nada, sólo por el beneplácito de verles sanos y a salvo en sus manos”.
Sin embargo también tuvo detractores, compañeros del Colegio Médico de Málaga que discreparon de su gran dedicación en muchos de los ámbitos de la vida pública y médica de Málaga. Baste reseñar parte de la llamada “Moción de Censura” al Dr. Gálvez, redactada por un miembro de la Junta Directiva del Colegio Médico entrante, después de su renuncia: …“Desde hace algunos años, el Colegio Médico de Málaga era un feudo de su Presidente D. José Gálvez.”
“Los componentes de la Junta por él presidida, y que en las últimas elecciones verificadas ocuparon sus cargos ante la indiferencia de la clase médica malagueña y con el concurso de algunos Delegados Gubernativos que condujeron hasta el pie de la urna donde se efectuaba la votación, a unos cuantos médicos rurales, nada podía hacer en beneficio de sus compañeros por muy buena voluntad que tuviera.” “D. José Gálvez, Alcalde, Médico-Director del Hospital Civil, Decano de la Beneficencia Provincial de Málaga, Director de la Casa Maternidad de Madrid no tenía tiempo de ocuparse además del cargo de Presidente del Colegio Médico.” “Y esta fue la causa de su fracaso.” “En esa Junta había valiosos elementos que hubieran servido para defender los intereses colectivos. Pero su Presidente no hacía ni dejaba hacer. La eterna historia del perro del hortelano…” 
Durante la guerra civil española salvó la vida de malagueños de los dos bandos con la inestimable colaboración y complicidad de D. Porfirio Smerdou, escondiéndolos muchas veces en su clínica, para ser disfrazados de parturientas y evacuados a Gibraltar o también en esos primeros meses, tras la captura de Málaga por las tropas sublevadas en 1937,  pasando muchas horas en la antesala del Gobierno Civil para rogar al gobernador por la vida de los presos.
En 1947 se le concede la Gran Cruz de la Orden de Alfonso X el Sabio.

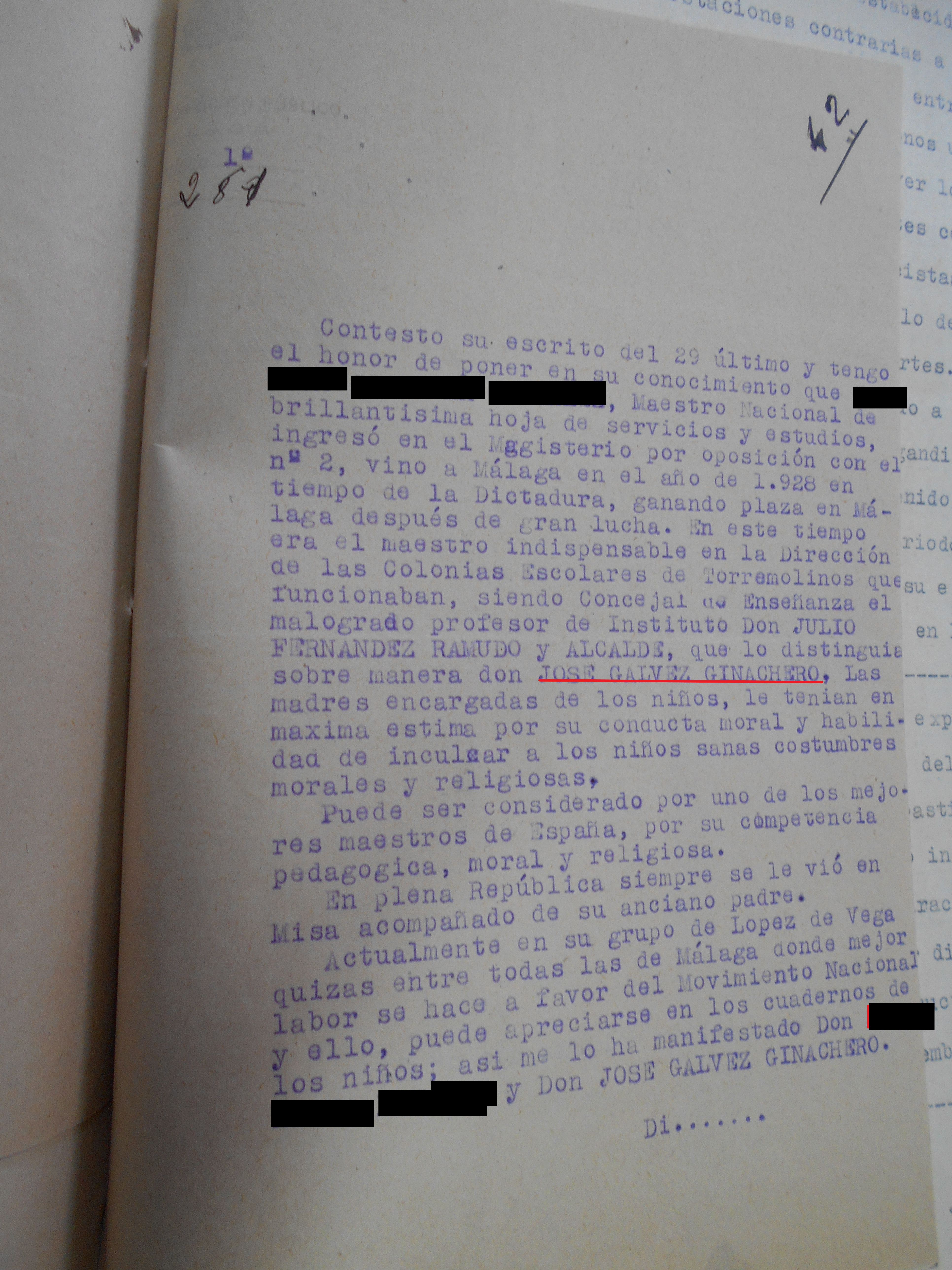
Declaración José Gálvez Ginachero en Juicio Sumarísimo durante la represión franquista en defensa de un Maestro acusado. Málaga 1938. Documento fotografiado del extinto Archivo del Juzgado Togado Militar n.º 6 de Málaga, cuyos fondos fueron trasladados a Sevilla y se desconoce su actual estado, pues son propiedad del Ministerio de Defensa y no se pueden consultar de momento. Hemos borrado el nombre del acusado y otro testigo, por respeto.